# Stadio municipale José Bento Pessoa
Lo stadio municipale José Benito Pessoa (in portoghese Estádio Municipal José Bento Pessoa) è uno stadio situato a Figueira da Foz, in Portogallo. Inaugurato nel 1953, ospita le partite casalinghe del Naval. Ha una capienza di 9.000 posti.